# Tatenectes
Tatenectes là một chi cryptoclidid đã tuyệt chủng được tìm thấy ở lớp thương tầng của Thành hệ Sundance (cuối kỷ Jura), Wyoming. Nó được đặt tên bởi O'Keefe và Wahl năm 2003. Tên của loài điển hìnhTatenectes laramiensis.